# Вила-Нова-де-Ансуш
Вила-Нова-де-Ансуш (порт. Vila Nova de Anços)  —  населённый пункт и район в Португалии,  входит в округ Коимбра. Является составной частью муниципалитета  Соре. Находится в составе крупной городской агломерации Большая Коимбра. По старому административному делению входил в провинцию Бейра-Литорал. Входит в экономико-статистический  субрегион Байшу-Мондегу, который входит в Центральный регион. Население составляет 1318 человек на 2001 год. Занимает площадь 20,60 км².
Покровителем района считается Дева Мария (порт. Nossa Senhora da Finisterra).